# HD46868
HD46868 — хімічно пекулярна зоря спектрального класу B8, що має видиму зоряну величину в смузі V приблизно  9,2.
Вона  розташована на відстані близько 2886,3 світлових років від Сонця.